# Ceiba chodatii
Ceiba chodatii là một loài thực vật có hoa trong họ Cẩm quỳ. Loài này được (Hassl.) Ravenna mô tả khoa học đầu tiên năm 1998.